# 本多副紹
本多 副紹（ほんだ すけつぐ、享保4年7月11日（1719年8月26日） - 安永9年3月22日（1780年4月26日））は、福井藩家老。越前府中本多家（本多内蔵助家）第5代当主。
父は本多長教。正室は公卿綾小路俊宗の娘。継室は公卿萩原兼武の娘。子は本多副脩、本多副邵、本多副充。幼名万之助。通称内蔵助。初名、富紹（とみつぐ）。
享保4年（1719年）7月11日、福井藩家老本多長教の長男として府中に生まれる。享保13年（1728年）父の死去により10歳で家督と2万石の知行を相続。幼少の為、一族の本多修理恒久が後見を務めた。
元文2年（1737年）7月、称念寺で行われた新田義貞400回忌に藩老として列席する。元文4年（1739年）綾小路俊宗の娘と結婚。翌年正室が死去。寛保元年（1741年）萩原兼武の娘と再婚。宝暦10年（1760年）名を富紹から副紹に改める（同年に藩主の仙之助が元服して松平重富と称し、この偏諱を避けたものと思われる）。宝暦12年（1762年）大火で府中の屋敷や藩邸が延焼。火消組を組織する。明和5年（1768年）福井城下で起こった打毀し騒動を取り静める。明和9年（1772年）に長男副脩、次男副邵が疱瘡で死去。安永9年（1780年）3月22日没。享年62。家督は三男副充が相続した。